# Neocupropsis ovensii
Neocupropsis ovensii là một loài thực vật hạt trần trong họ Cupressaceae. Loài này được A.F. Mitchell de Laub. mô tả khoa học đầu tiên năm 2009.